# Xiong Ziqi
Xiong Ziqi, noto anche con lo pseudonimo di Dylan Xiong (caratteri cinesi: 熊梓淇; Liaoning, 6 giugno 1992), è un attore e cantante cinese, dal 2016 membro della boy band taiwanese SpeXial.

## Biografia
Xiong ha iniziato la carriera nel mondo dello spettacolo nel 2013, quando ha partecipato alla finale del reality musicale Chinese Idol (la versione cinese di American Idol). Ha iniziato la carriera ufficiale nella musica lo stesso anno, dopo aver vinto la competizione di canto della Hunan Television Super Boy, grazie alla quale è stato poi scelto come ultimo membro della boy band taiwanese SpeXial nel 2016. Xiong ha iniziato a registrare con il gruppo a partire dal loro quarto album studio, Boyz On Fire.
Nel 2014 ha invece debuttato anche come attore, partecipando alla serie televisiva Dad is too Jealous (老爸太囧). Il debutto è stato seguito dalla partecipazione alla serie Men with Sword e il suo sequel insieme agli altri membri della boy band.
È nel 2017, tuttavia, che ha iniziato a ottenere riconoscimenti anche in qualità di attore, quando ha partecipato alla serie televisiva sportiva My Mr. Mermaid. Nello stesso anno ha fatto parte del cast della web series fantasy Painting Heart Expert.
A livello musicale, nello stesso anno ha pubblicato il suo primo album solista, Part One, i cui video musicali sono trasmessi anche su MTV Italia.
Nel 2018 ha partecipato alla serie universitaria One and Another Him e al melodramma romantico As Long As You Love Me, ma il suo maggiore successo del 2018 è stato raggiunto con la commedia romantica Pretty Man, distribuita internazionalmente da Netflix. Nel 2019, invece, è stato scelto come interprete nel teen drama di successo Another Me, basata sul romanzo omonimo di Anni Baobei e remake del film del 2016 Soul Mate, distribuita in Italia dal servizio di streaming Rakuten Viki con sottotitoli in italiano. La serie è stata acclamata dalla critica e ha vinto numerosi premi.

## Filmografia

### Cinema
| Anno | Titolo internazionale | Titolo cinese        | Ruolo    | Note     |
| ---- | --------------------- | -------------------- | -------- | -------- |
| 2017 | Super Firm            | 異能事務所之嗜血判官 | Ye Yuwen | Web film |

### Televisione
| Anno | Titolo internazionale                          | Titolo cinese            | Ruolo         | Note       | Riferimenti |
| ---- | ---------------------------------------------- | ------------------------ | ------------- | ---------- | ----------- |
| 2014 | Dad is Too Jealous                             | 老爸太囧                 | Yang Wenbo    |            |             |
| 2016 | The Ultimate Ranger                            | 终极游侠                 | Lan Bo        |            | [ 3 ]       |
| 2016 | Men with Sword                                 | 刺客列传                 | Zhong Kunyi   |            |             |
| 2017 | The Legendary School: Three Lives Three Worlds | 学院传说之三生三世桃花缘 | Liu Yun       |            | [ 17 ]      |
| 2017 | Painting Heart Expert                          | 画心师                   | Ning Weiyu    |            |             |
| 2017 | Men with Sword 2                               | 刺客列传之龙血玄黄       | Zhong Kunyi   |            |             |
| 2017 | My Mr. Mermaid                                 | 浪花一朵朵               | Tang Yibai    |            |             |
| 2018 | Pretty Man                                     | 国民老公                 | Lu Jinnian    |            |             |
| 2018 | One and Another Him                            | 我和两个TA               | Xiao En       |            |             |
| 2018 | Hi, I'm Saori                                  | 我的保姆手册             | Robot No. 685 | Cameo      |             |
| 2019 | Young Blood Agency                             | 民国少年侦探社           | Tong Lichuan  | Guest star | [ 18 ]      |
| 2019 | Another Me                                     | 七月与安生               | Su Jiaming    |            |             |
| 2019 | Pretty Man 2                                   | 国民老公2                | Lu Jinnian    |            | [ 19 ]      |
| 2020 | As Long As You Love Me                         | 爱情的开关               | Zhou Yanzhao  |            |             |
| 2020 | Legend of Awakening                            | 天醒之路                 | Yan Xifan     |            | [ 20 ]      |
| 2020 | Love is Always Online                          | 对的时间，对的人         | Jiang Anlan   |            | [ 21 ]      |
| 2021 | Youth Inn                                      | 青春客栈                 |               |            |             |

### Varietà
| Anno | Titolo internazionale | Titolo cinese    | Ruolo                 | Rete televisiva     | Note   |
| ---- | --------------------- | ---------------- | --------------------- | ------------------- | ------ |
| 2018 | Twenty-Four Hours     | 二十四小时第三季 | Membro fisso del cast | Zhejiang Television | [ 22 ] |

## Discografia

### Album studio
| Anno | Titolo internazionale | Titolo cinese | Note  |
| ---- | --------------------- | ------------- | ----- |
| 2017 | Part One              |               | [ 7 ] |
| 2019 | All New Xiong Ziqi    | 全析 熊梓淇   |       |

### Singoli
| Anno | Titolo internazionale        | Titolo cinese    | Album                                             | Note                                                       |
| ---- | ---------------------------- | ---------------- | ------------------------------------------------- | ---------------------------------------------------------- |
| 2016 | Sword Flying Heart           | 劍心飛揚         | Colonna sonora ufficiale di Men with Sword        | feat. Evan                                                 |
| 2016 | Moonlight Strategy           | 月光訣           | Colonna sonora ufficiale di Men with Sword        |                                                            |
| 2017 | Painter                      | 畫師             | Colonna sonora ufficiale di Painting Heart Expert |                                                            |
| 2017 | Risk Taker                   | 冒險家           |                                                   |                                                            |
| 2017 | Hero                         | 英雄             | Colonna sonora ufficiale di Men with Sword 2      | con altri artisti                                          |
| 2017 | 戰火荒煙                     |                  | Colonna sonora ufficiale di Men with Sword 2      |                                                            |
| 2017 | Broken Tears                 | 破淚             | Colonna sonora ufficiale di Men with Sword 2      |                                                            |
| 2017 | Loving You in a Good Weather | 愛上你的好天氣   | Colonna sonora ufficiale di My Mr. Mermaid        | feat. Tan Songyun                                          |
| 2017 | Just Scream Loudly Like This | 就這樣大聲吶喊吧 | Colonna sonora ufficiale di My Mr. Mermaid        |                                                            |
| 2017 | Super Hero                   |                  | Colonna sonora ufficiale di My Mr. Mermaid        |                                                            |
| 2017 | What Is This                 | 什麼鬼           | Colonna sonora ufficiale di Goldbuster            | feat. PAPI e Sandra Ng                                     |
| 2018 | Say I Love You               | 說愛你           | Colonna sonora ufficiale di Pretty Man            |                                                            |
| 2018 | Not a Rash Act               | 不是冲动         | Colonna sonora ufficiale di Pretty Man            | feat. Li Xirui                                             |
| 2018 |                              | 我不聊生         | Colonna sonora ufficiale di Pretty Man            | feat. Wu Zhixuan                                           |
| 2018 | KO                           |                  |                                                   | Sigla ufficiale di The King of Fighters Destiny (拳皇命運) |
| 2018 | Fight for You                |                  | Colonna sonora di Hi, I'm Saori                   |                                                            |
| 2018 | The Future Me                | 未来已来         |                                                   | [ 24 ]                                                     |
| 2019 | Noise                        | 闹               | Colonna sonora di Young Blood Agency              |                                                            |
| 2019 | Only Want To Be With You     | 只想跟你在一起   | Colonna sonora di Pretty Man 2                    | feat. Lai Yumeng                                           |
| 2019 | My Motherland and I          | 我和我的祖国     | Qing Chun Wei Zu Guo Er Chang                     | >                                                          |
| 2020 | Parallel Love                | 平行爱情         | Colonna sonora di As Long As You Love Me          |                                                            |

## Premi e nomination
| Anno | Evento                                                  | Categoria                                    | Opera nominata | Risultato       | Note   |
| ---- | ------------------------------------------------------- | -------------------------------------------- | -------------- | --------------- | ------ |
| 2017 | Kugou Music Awards                                      | Artista più Popolare della Nuova Generazione |                | Vincitore/trice | [ 26 ] |
| 2017 | Diciassettesimi Top Chinese Music Awards                | Idol New Force                               |                | Vincitore/trice | [ 27 ] |
| 2017 | Tencent Video Star Awards                               | Artista esordiente dell'anno                 |                | Vincitore/trice | [ 28 ] |
| 2019 | Golden Bud – Terzo Network Film And Television Festival | Attore più Popolare                          |                | Vincitore/trice | [ 29 ] |
| 2019 | iFeng Fashion Choice Awards                             | Eleganza Fashion dell'Anno                   |                | Vincitore/trice | [ 30 ] |
| 2019 | Sedicesimi Esquire Man At His Best Awards               | Ambasciatore di Beneficenza dell'Anno        |                | Vincitore/trice | [ 31 ] |